# 中島昭彦
中島 昭彦（なかしま あきひこ、1944年 - ）は、日本の歯科医師・歯学者。九州大学大学院歯学研究院口腔保健推進学講座咬合再建制御学分野名誉教授。歯科矯正学の分野で知られる。

## 経歴
福岡県福岡市生まれ。1969年に九州歯科大学を卒業、同大学院進学後、1971年より九州大学助手、講師を務め、1992年より教授に就任。
1976年 九州歯科大学より　歯学博士号を与えられた。論文の題は　「咀嚼機能に関与する二、三の生理学的要因の分析 」。

## 著作
- 中島昭彦 著「第4章 顎顔面・頭蓋の機能分析 1. 筋機能」、高橋庄二郎、黒田敬之、飯塚忠彦 編『顎変形症治療アトラス』医歯薬出版、2001年5月1日。ISBN 978-4-263-44120-6。
- 中島昭彦 著「3章 成長発育 IV 口腔機能の発達・19章 保定 I 保定とは」、相馬邦道、飯田順一郎、山本照子、葛西一貴、後藤滋巳 編『歯科矯正学』（第5版）医歯薬出版、2008年3月25日。ISBN 978-4-263-45615-6。

## 所属団体
- 日本矯正歯科学会 元理事[1]、第63回大会長[3]
- 日本顎変形症学会 名誉会員[4]
- 日本咀嚼学会 元評議員[1]
- 九州矯正歯科学会 第1回大会長[5]
- 日本顎関節学会[1]
- 日本口蓋裂学会[1]
- 日本歯科保存学会[1]
- 日本顔学会[1]
- 日本歯科医学教育学会[1]
- アメリカ矯正歯科学会[1]

| 学職                                   | 学職                                                 | 学職                                       |
| -------------------------------------- | ---------------------------------------------------- | ------------------------------------------ |
| 先代 花田晃治 第62回 2003年 朱鷺メッセ | 日本矯正歯科学会 大会長 第63回 2004年 福岡国際会議場 | 次代 平下斐雄 第64回 2005年 パシフィコ横浜 |
| 先代 -                                 | 九州矯正歯科学会 大会長 第1回 2006年 九州大学        | 次代 土持正 第2回 2007年                   |